# Антонии
Антониите (на латински: gens Antonia, Antonii) са влиятелна плебейска фамилия в Древен Рим. Фамилията произлиза от Антон, син на бог Херкулес.
В gens Antonia мъжете имат името Антоний (Antonius), а жените – Антония (Antonia).
Към Антониите принадлежат:
- Тит Антоний Меренда, децемвир 450 пр.н.е.
- Квинт Антоний Меренда, консулски военен трибун 422 пр.н.е.
- Марк Антоний, началник на конницата 333 пр.н.е.
- Марк Антоний, народен трибун 167 пр.н.е.
- Марк Антоний Оратор († 87 пр.н.е.), дядо на Марк Антоний
- Гай Антоний Хибрида († 42 пр.н.е.), чичо на Марк Антоний
- Марк Антоний Кретик † 72-71 пр.н.е. в Крит), баща на Марк Антоний
- Гай Антоний († 42 пр.н.е.) и Луций Антоний (+ 39 пр.н.е.), братя на Марк Антоний
- Марк Антоний (85 – 30 пр.н.е.) съюзник на Цезар, военачалник, триумвир и враг на Октавиан – най-прочутият от Антониите, чийто живот е описан от Уилям Шекспир в пиесата Антоний и Клеопатра
- Антония Хибрида Старша, дъщеря на Гай Антоний Хибрида, съпруга на Луций Каниний Гал
- Антония Хибрида Младша, дъщеря на Гай Антоний Хибрида, втората съпруга на Марк Антоний
- Антония, дъщеря на Марк Антоний и Антония Хибрида Младша и майка на царица Питодорида
- Антония Старша, дъщеря на Марк Антоний и Октавия Младша, майка на император Нерон
- Антония Младша, дъщеря на Марк Антоний и Октавия Младша, майка на имп. Германик, Клавдий и Ливила
- Марк Антоний Антил, син на Марк Антоний и Фулвия
- Юл Антоний, син на Марк Антоний и Фулвия, сгоден с Юлия Старша
- Луций Антоний (внук на Марк Антоний), претор 16 – 19 г.
- Гай Антоний (внук на Марк Антоний), син на Юл Антоний и Клавдия Марцела Старша
- Юла Антония, дъщеря на Юл Антоний и Клавдия Марцела Старша
- Марк Антоний Прим († след 81 г.), римски военачалник
- Луций Антоний Сатурнин, консул 82 г., римски узурпатор 89 г.
- Луций Антоний Алб, суфектконсул 102 г.
- Луций Антоний Алб, суфектконсул 132 г.
- Марк Антоний Зенон, суфектконсул 148 г.
- Марк Антоний Палас, суфектконсул 167 г.